# Diêu Hoằng
Diêu Hoằng (tiếng Trung: 姚泓; bính âm: Yáo Hóng) (388–417), tên tự Nguyên Tử (元子), là hoàng đế cuối cùng của nước Hậu Tần trong lịch sử Trung Quốc. Ông là con trai cả của Diêu Hưng, là người có lòng tốt song lại yếu đuối. Sau khi Diêu Hưng qua đời, nước Hậu Tần đã suy yếu trước các cuộc tấn công của nước Hạ và các cuộc nổi loạn của các em trai và em họ của Diêu Hoằng, nhân dịp này, tướng Lưu Dụ của Tấn đã thừa cơ chinh phạt Hậu Tần. Sau khi Diêu Hoằng đầu hàng, Lưu Dụ đã giải ông đến Kiến Khang rồi xử tử.

## Dưới thời trị vì của Diêu Hưng
Diêu Hoằng sinh năm 388 dưới thời kỳ trị vì của ông nội, Diêu Trường, hai năm sau khi Diêu Trường chiếm được và lập Trường An làm kinh đô và lập Diêu Hưng làm thái tử. Ông là con trai cả của Diêu Hưng. Sự kiện đầu tiên về Diêu Hoằng được nói đến trong sử sách là vào năm 402, khi Diêu Hưng lập ông làm thái tử. Diêu Hưng đã trở thành hoàng đế vào năm 394, và trước khi quyết định lập Diêu Hoằng làm thái tử, ông ta đã do dự vì Diêu Hoằng được mô tả là người biết yêu thương và tốt bụng song bản thân lại yếu đuối và thường bị ốm đau. Diêu Hoằng cũng được thuật lại là yêu thích nghệ thuật và văn chương. Năm 402, khi Diêu Hưng giao chiến với hoàng đế Thác Bạt Khuê của Bắc Ngụy, Diêu Hoằng được giao phụ trách kinh thành. Năm 407, Diêu Hưng đã chuyển giao một số quyền lực hoàng gia cho ông. Năm 409, trong lúc Diêu Hưng giao chiến với quân phiến loạn của tướng Lưu Bột Bột, người lập nên nước Hạ, Diêu Hoằng lại một lần nữa được phụ trách kinh thành khi Lưu Quyết (劉厥) nổi loạn, và Diêu Hoằng đã đánh bại được cuộc nổi loạn này. Khi các thuộc hạ của ông cho rằng chiến thắng cần được kỉ niệm bằng cách ghi tin tức lên trên tấm vải, Diêu Hoằng đã từ chối và lý luận trách nhiệm của mình là để đảm bảo rằng không có một cuộc nổi loạn nào xảy ra, và rằng chiến thắng trước phiến quân không có gì để tự hào.
Năm 411, em trai của Diêu Hoằng là Quảng Bình công Diêu Bật (姚弼), là người được phụ thân yêu mến với tài năng của mình, đã âm mưu cùng các cộng sự để đoạt lấy vị trí thái tử từ Diêu Hoằng. Trong những năm tiếp theo, Diêu Bật đã cố gắng để làm suy yếu quyền lực của Diêu Hoằng vào bất cứ khi nào có thể, Diêu Bật sau đó đã vu cáo thuộc hạ của Diêu Hoằng là Diêu Văn Tông (姚文宗) phạm tội, khiến Diêu Hưng buộc Diêu Văn Tông phải tự sát. Sự việc này đã khiến cho nhiều triều thần lo sợ thế lực của Diêu Bật, và nhiều người đã tham gia vào âm mưu của ông ta. Đến khi Diêu Hưng lâm bệnh nặng trong cùng năm, Diêu Bật đã bí mật lên kế hoạch chính biến, khiến cho các hoàng tử khác là Diêu Ý (姚懿), Diêu Hoảng (姚洸), và Diêu Kham (姚諶) phải huy động lực lượng của họ để chuẩn bị hành động chống lại Diêu Bật. Diêu Hưng sau đó đã hồi phục phần nào, ông ta nghe lời các quan Lương Hỉ (梁喜) và Doãn Chiêu (尹昭) và cho tước bỏ quyền lực của Diêu Bật song cũng cho Diêu Ý, Diêu Hoảng và Diêu Kham giải ngũ.
Tuy nhiên, năm 412, Diêu Bật lại vu cáo một em trai khác, Diêu Tuyên (姚宣) phạm tội, điều này đã khiến Diêu Tuyên bị bắt giam. Diêu Hưng giao quân của Diêu Tuyên cho Diêu Bật song Diêu Bật tiếp tục âm mưu. Diêu Hưng đã khám phá ra sự thật và cho xử tử các thuộc hạ của con trai là Đường Thịnh (唐盛) và Tôn Huyền (孫玄), song khi Diêu Hưng đã cho bắt và sẵn sàng hành quyết Diêu Bật thì Diêu Hoằng đã khẩn nài phụ thân tha chết cho hoàng đệ, Diêu Hưng đã tha cho Diêu Bật.
Năm 416, Diêu Hưng đi đến cung điện tại Hoa Âm (華陰) để nghỉ ngơi, và lệnh cho Diêu Hoằng trở thành người nhiếp chính chính thức ở Trường An và ở lại trong hoàng cung. Tuy nhiên, Diêu Hưng đã lâm bệnh nặng ở Hoa Âm và phải trở về kinh thành, tên tùy tùng tên là Doãn Xung (尹沖) đã âm mưu cùng Diêu Bật để lập kế ám sát Diêu Hoằng khi ông ra khỏi cung để nghênh đón phụ hoàng. Mặc dù vậy, thân tín của Diêu Hoằng đã ngeh được tin đồn về việc này và thuyết phục ông không ra khỏi cung. Phụ tá của Doãn Xung là Diêu Sa Di (姚沙彌) sau đó đề xuất với Doãn rằng sẽ đưa hoàng đế đến tư gia của Diêu Bật và bắt đầu nổi loạn tại đó, song Doãn đã do dự và không làm theo đề xuất này. Ngay khi Diêu Hưng trở về hoàng cung, ông ta đã ra lệnh lục soát tư gia của Diêu Bật và thu giữ tất cả vũ khí. Nam Dương công Diêu Âm (姚愔), một hoàng tử khác liên minh với Diêu Bật, sau đó đã cùng với Diêu Xung đánh vào hoàng cung, lập kế hoạch đưa Diêu Bật lên ngôi, Diêu Hưng đã công khai lệnh rằng Diêu Bật buộc phải tự sát, quân của Diêu Âm cũng sụp đổ. Ngày hôm sau, Diêu Hưng đã qua đời, trước đó ông ta đã giao phó Thái tử cho Diêu Thiệu (姚紹), Lương Hỉ, Doãn Chiêu, và Liễm Man Ngôi (斂曼嵬). Diêu Hoằng ban đầu đã không công bố tin về cái chết của phụ thân, ông đã chỉ làm điều này sau khi đã xử tử Diêu Âm và các cộng sự khác của Diêu Bật, bao gồm cả cựu vương Lã Long của Hậu Lương, và Doãn Nguyên (尹元). Diêu Hoằng sau đó lên ngôi và xưng đế thay vì chỉ xưng "Thiên vương" như phụ thân.

## Trị vì
Diêu Hoằng ngay lập tức phải đối mặt với các đe dọa đến từ cả Đông Tấn và Hạ, và trở nên phụ thuộc lớn vào thúc phụ Diêu Thiệu để đối phó với cả ngoại xâm cùng với nội loạn đến từ các em trai và em họ. Tướng Lưu Dụ của Tấn đã nhận thấy tìn trạng bất ổn trong nội bộ của Hậu Tần và đã cho mở một chiến dịch lớn vào mùa thu năm 416, quân Tấn đã nhanh chóng đoạt được nửa phía đông của Hậu Tần, bao gồm cả thành Lạc Dương.
Cuối năm 416, Diêu Ý, người cai quản Bồ Phản (蒲阪, nay thuộc Vận Thành, Sơn Tây), đã nổi loạn, song Diêu Thiệu đã có thể nhanh chóng dẹp yên nổi loạn và bắt giữ Diêu Ý. Tuy vậy, các cuộc nổi loạn vẫn tiếp diễn. Năm 417, một người em họ của Diêu Hoằng là Tề công Diêu Khôi (姚恢) cũng nổi loạn, rời bỏ vị trí tại An Định (安定, nay thộc Bình Lương, Cam Túc) và sử dụng toàn bộ quân ở An Định để chống lại Diêu Hoằng. Tuy nhiên, Diêu Thiệu và con trai là Diêu Tán (姚讚) đã có thể nhanh chóng bắt và giết được Diêu Khôi.
Tuy nhiên, trong khi đó, quân Tần tiếp tục tiến đến, và khi Diêu Thiệu và Diêu Tán đang giao chiến với các tướng Đàn Đạo Tế và Thẩm Lâm Tử (沈林子), họ đã không thể ngăn được quân Tấn, Diêu Thiệu do thất bại nên đã mắc chết mà bệnh. Diêu Tán đã có tiếp tục chống lại song liên tục bị đánh bại.
Diêu Hoằng quyết định lãnh đạo một đội quân với vài vạn lính để chống lại đại quân của Lưu Dụ, do Đàn và Thẩm chỉ huy. Diêu Hoằng lo âu về một nhánh quân do Thẩm Điền Tử (沈田子) chỉ huy đang tiến đến Thanh Nê (青泥, nay thuộc Tây An, Thiểm Tây), nghi rằng đội quân này sẽ tấn công phía sau ông, Diêu Hoằng vì thế đã đánh Thẩm Điền Tử trước, song lại thất bại và điều này đã khiến quân đội của ông sụp đổ. Diêu Hoằng buộc phải trở lại Trường An trong khi chưa hề đối mặt với đại quân của Lưu Dụ. Hạm đội của Lưu Dụ do Vương Trấn Ác (王鎮惡) chỉ huy sau đó đã đến Trường An, quân Tấn sau khi đổ bộ đã tấn công quân Hậu Tần ở cổng thành hướng ra sông Vị. Diêu Hoằng đã cố gắng giải vây cho quân đồn trú ở cổng thành, song hai nhánh quân đã tự giẫm lên nhau và tan vỡ, Diêu Hoằng phải chạy về hoàng cung.
Trở lại hoàng cung, Diêu Hoằng suy xét đến chuyện đầu hàng. Người con trai mới 10 tuổi của ông, tên là Diêu Phật Niệm (姚佛念) cho rằng dù thế nào thì họ cũng bị xử tử và tốt hơn là nên tự sát. Diêu Hoằng đã từ chối và Diêu Phật Niệm đã tự mình trèo lên một bức tường rồi nhảy xuống. Diêu Hoằng cùng Hoàng hậu đầu hàng Vương Trấn Ác, Vương bắt giữ ông và giải đến kinh thành Kiến Khang của Tấn. Diêu Hoằng bị xử tử tại đây, hầu hết thành viên hoàng tộc họ Diêu bị bắt hoặc đầu hàng cũng bị Đông Tấn xử tử. Hậu Tần diệt vong.